# 9168 Sarov
9168 Sarov è un asteroide della fascia principale. Scoperto nel 1987, presenta un'orbita caratterizzata da un semiasse maggiore pari a 2,4303039 UA e da un'eccentricità di 0,1547340, inclinata di 8,78971° rispetto all'eclittica.